# Gian Giorgio Trissino
Gian Giorgio Trissino (1478 – 1550) byl italský spisovatel.

## Život
Narodil se ve Vicenze poblíž Benátek, z politických důvodů musel avšak v roce 1509 odejít do exilu. V roce 1518 se ale díky papežově intervenci mohl vrátit. Od roku 1514 byl v papežských službách, sloužil ve veřejných a diplomatických funkcích.

## Dílo
Trissino chtěl obohatit italskou poesii o antické formy a žánry, např. o pindarovskou ódu a epos dle požadavků Aristotelovy poetiky, kvůli Trissinově pedantickému tónu a nedostatku imaginace a vzletu jsou ale jeho pokusy málo poetické.
K jeho nejvýznamnějším pokusům patří rozsáhlý, zdlouhavý a jednotvárný epos Itálie od Gótů osvobozená (L'Italia liberata dai Goti, 1547), po vzoru Homéra a Vergiliova popisující život vojevůdce Belisara. Protože v italštině je téměř nemožné vytvořit antický hexametr, zkoušel ho Trissino nahradit nerýmovaným jedenáctislabičným veršem, později byla tato veršová forma využívána za romantismu. Ve snaze vytvořit první drama dle antických ideálů nejen v italské, ale i v celoevropské literatuře napsal tragédii Sofonisiba (1524) a plautovskou komedii Podobní (I simillimi, 1548). Jeho literární díla mají minimální význam, měly ale poměrně velký formální vliv.

### Zrod italského pravopisu
Z dnešního hlediska nejdůležitější částí Trissiniho díla je jeho lingvistická činnost, Trissino je totiž jedním z tvůrců moderního italského pravopisu.